# La Voie magique
La Voie magique est un roman de fantasy écrit par Robin Hobb. Traduction française du deuxième tiers du livre original Assassin's Quest publié en 1997, il a été publié en français le 13 juin 2000 aux éditions Pygmalion et constitue le cinquième tome de L'Assassin royal.
L'histoire des personnages du premier cycle de L'Assassin royal continue dans le deuxième cycle nommé en langue originale The Tawny Man. Une autre série de Robin Hobb, Les Aventuriers de la mer, se déroulant dans le même monde, se situe chronologiquement entre ces deux cycles et introduit des personnages importants du deuxième cycle.

## Résumé
Non loin du royaume des montagnes, FitzChevalerie cherche à passer inaperçu lorsqu'il apprend que Royal en personne est dans la petite ville où il se trouve, probablement à sa recherche. Il entreprend aussitôt d'aller l'assassiner et s'infiltre dans son hôtel. Il est toutefois détourné de sa tâche par un petit furet, un animal de Vif dont le propriétaire est mort tué par Royal, qui vient l'avertir que ce n'est qu'un piège de plus tendu à son intention.
Fitz regagne alors l'anonymat, ou plutôt il essaie, car Astérie la ménestrelle l'a cherché dans toute la ville et a fini par le débusquer. Heureusement pour lui, elle n'a pas l'intention de le dénoncer, au contraire, elle espère l'accompagner pour écrire une chanson sur le Bâtard au Vif, qu'elle considère comme un héros depuis qu'il a sauvé son frère lors d'une bataille contre les Pirates Rouges.
Elle lui apprend qu'elle connaît l'existence de contrebandiers qui pourraient les faire traverser la frontière incognito. Fitz accepte sa proposition, et les voilà tous les deux intégrés dans une caravane de pèlerins et de contrebandiers qui fait route vers les montagnes.
En chemin ils apprennent peu à peu à s'apprécier, et Astérie finit par lui proposer un peu de chaleur humaine, ce qu'il refuse par fidélité pour Molly. Il se confie à elle sur ce point et sur ses espoirs d'avenirs familiaux avec elle.
Mais lors de la traversée d'une rivière, le groupe est trahi, la soldatesque de Royal débarque et vient à capturer Fitz et Astérie ainsi qu'une bonne partie des contrebandiers après une sévère bagarre.
L'objectif est bien sûr Fitz, qui est amené devant l'un des membres du Clan de Royal et jugulé dans sa résistance par les menaces physiques appliquées à Astérie (Astérie voit deux de ses doigts brisés, ce qui met autant Fitz en rage que les tortures bien pires qu'il a subies par le passé).
Ils sont emmenés de force dans une ville de garnison près de la frontière, mais Astérie et les contrebandiers parviennent à s'échapper : les hommes de Royal avaient ordre de garder le Bâtard à n'importe quel prix.
Pour se venger, les contrebandiers entreprennent de mettre le feu à la ville. Astérie profite de la diversion pour libérer Fitz de sa cellule, avec l'aide inestimable d'Œil-de-Nuit qui lui « procure » les clefs. Caudron les attend dehors avec une charrette qu'ils utilisent pour fuir.
Ils parviennent donc à s'échapper, et le Royaume des Montagnes est tout proche, mais des soldats sont lancés à leur poursuite. Sachant qu'il est leur seule véritable cible, et qu'il ne pourra pas les distancer en groupe, Fitz ordonne à Astérie et Caudron de poursuivre sur la route pendant que Œil-de-nuit et lui chercheront à égarer leur poursuivants.
Le chemin est glacial, surtout sans vêtements chauds ni vivres, et en étant traqué par une meute de chiens - dont un animal de Vif d'un homme du Lignage qui a trahi - et de cavaliers.
La poursuite dure des jours, plusieurs de leurs ennemis sont tués, les chiens égorgés, mais Fitz fatigue. À un moment donné, il reçoit une flèche en plein dans le dos qui le blesse gravement, mais il se force à continuer.
Les jours passent à cheminer dans la neige et la glace, et Fitz n'a toujours pas pu retirer la flèche de son dos. Quand il y parvient, il est plus mort que vif alors qu'il arrive dans un petit village montagnard.
Là, le Fou qui vivait comme tailleur de jouet dans une petite maison, le soigne de son mieux. La guérison est très longue, Fitz passe à un cheveu de la mort et il délire pendant des jours. Pendant ce temps, Astérie et Caudron l'ont rattrapé, et Umbre Tombétoile et Kettricken ont appris sa présence ici.
Il finit par se présenter au rapport devant sa reine, et devant tous ses amis, il entreprend le long et douloureux récit de la torture qu'il a subie, de sa mort et de son périple jusqu'ici. Devant tant de souffrance, l'assistance blêmit, ce qui n'empêche pas Kettricken d'être furieuse qu'il lui ait caché l'existence de sa fille Ortie (qu'elle a appris par Astérie), qui est maintenant le seul espoir des Loinvoyant depuis que Vérité et le fils de la reine sont morts.
Fitz ne cède pas pour sa fille, qu'il veut à tout prix voir échapper à la vie de cour qu'il sait horrible, et aux injures qui ne sauraient manquer en tant que "Bâtarde du Bâtard". Malgré tout, il rassure Kettricken : Vérité est bien vivant, et il a l'intention de l'aider même si on lui prend sa fille. Ce comportement généreux dans la douleur calme la colère de la reine et comble la distance qui s'était formée entre ses amis (sauf avec Astérie à qui Fitz ne pardonne pas encore d'avoir livré le secret de l'existence d'Ortie).
Comme Royal vient quasiment de déclencher la guerre, le Royaume des montagnes ne peut distraire personne de la tâche jugée sans espoir d'aller secourir Vérité. Fitz et Œil-de-nuit accompagnent donc Kettricken, le Fou, Astérie et Caudron dans ce voyage.
Ils parviennent au bout de quelques jours sur une route parfaitement vierge de toute nature, traces, feuilles, poussière, quand bien même elle passe au milieu d'une forêt : c'est la Route d'Art qui mène aux Anciens, la Voie magique. Au cours des siècles, tous les Artiseurs ont fini par emprunter cette voie, attirés par le pouvoir incommensurable de l'Art, et aucun n'en est jamais revenu.
Les effets ne tardent pas à se faire sentir sur Fitz. Il devient... distrait. Il souffre de gros problèmes de concentration. La route émet comme un "chant" qu'il peut passer des heures (jusqu'à sa mort en fait si on le laisse faire) à écouter, immobile et les yeux dans le vague.
Ses compagnons de voyage sont inquiets à son sujet, et entreprennent de lui occuper constamment l'esprit par des jeux, des énigmes ou des discussions.
Astérie et Fitz se réconcilient après qu'Astérie lui ait expliqué qu'elle ne voyait rien de mal à ce qu'Ortie deviennent l'héritière des Loinvoyant si leur mission échouait. Une petite dissension vient néanmoins quand Astérie lui dit que le Fou est amoureuse de lui, ce qui choque Fitz qui l'a toujours considéré comme un homme. Une question directe n'aboutit qu'a une chanson franchement paillarde du Fou (« Le Fou, quand il pisse c'est à quel angle selon vous ? ») et à troubler un peu plus Astérie et Fitz.
Ils poursuivent donc sur la Voie magique leur route, sachant que le Clan de Royal les suit et les rattrape, quand Fitz découvre ce que l'on pourrait appeler une colonne d'Art de pierre veinée de noir. Attiré sans une chance de résister par son pouvoir, il s'approche et la touche. C'est à cet instant précis qu'il disparaît pour réapparaître dans un endroit vraiment très étrange : une ville fantôme.
Ainsi se termine La Voie magique, et ainsi commence La Reine solitaire.